# Marta-de-nilgiri
A marta-de-nilgiri (Martes gwatkinsii) é um mamífero da família dos mustelídeos endémica dos Gates Ocidentais na Índia. É uma espécie vulnerável, com uma população de cerca de 1000 indivíduos.

## Descrição
A marta-de-nilgiri é semelhante em tamanho e coloração à marta-de-garganta-amarela (Martes flavigula), embora tenha o dorso escuro. Tem um comprimento de 55-65 cm, uma cauda de 40-45 cm e pesa cerca de 2,1 kg.